# 竹内田蝶
竹内 田蝶（たけうち たちょう、天保3年9月23日〈1832年10月16日〉 - 明治14年〈1881年〉1月25日）とは、江戸時代末期から明治時代にかけての浮世絵師。5代目竹内善次郎。浅草田町一丁目生まれ。彫刻家・竹内久一は田蝶の実子に当たる。

## 来歴
歌川国芳の門人。姓は一説には里見、明治4年（1871年）に、竹内姓に改名。幼名は松五郎。本名金松、後兼松。歌川を称しており、画号を芳兼、一好斎、玉水斎、万字斎、万字楼、眠斎、三好坊といい、俳号を田蝶、梅月と号す。他に白芳、竹陰とも号している。
江戸浅草の提灯傘製造業・上総屋4代目竹内善次郎の5男に生まれ、浅草田町一丁目に住んでいたので、田蝶と称した。兄弟は皆幼くして天然痘で亡くなっている。文久年間に千住へ、後に中橋に居住した。後に浅草田町一丁目埋堀角において床屋を営んでいる。さらに浅草三好町にも移っており、この時に三好坊と名乗った。初め14歳で歌川国芳に浮世絵を学び、歌川芳兼と称して錦絵を描いていた。また、兼松が16歳の時に髪結床の表障子に描いた絵が吉原通いを続けていた国芳の目に止まり、これが縁で入門したといわれる。
しかしそれよりも当時流行していた千社札を得意としており、その意匠考案が優れていたことは、今日遺されている千社札の作品によって知られる。明治維新後はビラ絵を初めて作っている。また、吉原大店の傘や提灯なども制作していた。明治10年代には絵入自由新聞の挿絵「弁士中止解散」などを描いていた。中年のころには四条派風の絵を描いていた。
明治14年（1882年）、浅草寿町28の自宅にて死去。享年50。法名は疎影葊釈白芳居士。

## 作品
- 「風神雷神」錦絵
- 「志んばんうゑき尽」 大判錦絵 嘉永2年‐嘉永5年
- 「しん板大工道具はんじ物」 大判錦絵 嘉永ころ 江戸東京博物館所蔵
- 「見立いろはあわせ」 大判49枚揃 豊原国周と合作
- 「東京自慢名物会」 大判錦絵 明治29年‐明治30年 豊原国周、3代目歌川豊国、梅素薫、綾岡有真と五人で合作 江戸東京博物館所蔵